# Adelsfanan i Livland
Adelsfanan i Livland var ett kavalleriförband i den svenska armén 1700–1710.

## Historia
Vid krigets början i Riga. I början av 1702 avgick 300 man till Schlippenbachs armé och deltog under major O. J. von Rosen i slaget vid Hummelhof. Förluster ersatta 1703 och upptogs 1704 till 250 man. Ingick sedan i Lewenhaupts armé och följde med denna till Ukraina. Fången efter Poltava. En mindre del kvar i Riga och fången där.

## Förbandschefer
- 1700–1700: E. J. von Vietinghoff
- 1700–1702: O. F. Brakel s. å. (stupade vid Hummelhof)
- 1702–1705: Gabriel Horn (stupade vid Gemäuerthof)
- 1705–1708: O. J. von Rosen (fången och död vid Ljesna)
- 1710–1710: E. C. von Glasenapp